# Campionati europei di atletica leggera 2018 - Salto triplo maschile
Il concorso del salto triplo maschile ai campionati europei di atletica leggera 2018 si è svolto il 10 e 12 agosto 2018.

## Podio
| Oro     | Nelson Évora Portogallo    |
| Argento | Alexis Copello Azerbaigian |
| Bronzo  | Dimitrios Tsiamis Grecia   |

## Record
Prima di questa competizione, il record del mondo (RM), il record europeo (EU) ed il record dei campionati (RC) sono i seguenti:
| Record                | Prestazione | Atleta                       | Data                              | Competizione  |
| --------------------- | ----------- | ---------------------------- | --------------------------------- | ------------- |
| Record mondiale       | 18,29 m     | Jonathan Edwards Regno Unito | 7 agosto 1995 Göteborg, Svezia    | Mondiali 1995 |
| Record europeo        | 18,29 m     | Jonathan Edwards Regno Unito | 7 agosto 1995 Göteborg, Svezia    | Mondiali 1995 |
| Record dei campionati | 17,99 m     | Jonathan Edwards Regno Unito | 23 agosto 1998 Budapest, Ungheria | Europei 1998  |

## Risultati

### Qualificazioni
Si qualificano alla finale gli atleti che saltano 16,75 m (Q) o le dodici migliori misure (q).
| Pos | Gruppo | Atleta               | Nazionalità                 | 1ª prova | 2ª prova | 3ª prova | Risultato | Note |
| --- | ------ | -------------------- | --------------------------- | -------- | -------- | -------- | --------- | ---- |
| 1   | A      | Alexis Copello       | Azerbaigian                 | 16,82    |          |          | 16,82     | Q    |
| 2   | A      | Pablo Torrijos       | Spagna                      | 16,79    |          |          | 16,79     | Q    |
| 3   | B      | Jean-Marc Pontvianne | Francia                     | 16,77    |          |          | 16,77     | Q    |
| 4   | B      | Dimítrios Tsiámis    | Grecia                      | 16,17    | 16,39    | 16,69    | 16,69     | q    |
| 5   | A      | Can Özüpek           | Turchia                     | 16,66    | 15,91    |          | 16,66     | q    |
| 6   | B      | Nelson Évora         | Portogallo                  | 16,62    | x        | x        | 16,62     | q    |
| 7   | A      | Marcos Ruiz          | Spagna                      | x        | x        | 16,59    | 16,59     | q    |
| 8   | B      | Nathan Douglas       | Gran Bretagna               | 16,22    | x        | 16,56    | 16,56     | q    |
| 9   | B      | Nazim Babayev        | Azerbaigian                 | x        | 16,54    | x        | 16,54     | q    |
| 10  | A      | Simo Lipsanen        | Finlandia                   | 16,24    | 16,51    | x        | 16,51     | q    |
| 11  | B      | Harold Correa        | Francia                     | 16,43    | 15,48    | 15,58    | 16,43     | q    |
| 12  | B      | Tomas Veszelka       | Slovacchia                  | 16,41    | 16,41    | x        | 16,41     | q    |
| 13  | A      | Simone Forte         | Italia                      | 15,77    | 15,81    | 16,35    | 16,35     |      |
| 14  | B      | Levon Aghasyan       | Armenia                     | 16,34    | 16,19    | 16,25    | 16,34     |      |
| 15  | A      | Max Heß              | Germania                    | 16,32    | x        | x        | 16,32     |      |
| 16  | A      | Aleksej Fëdorov      | Atleti Neutrali Autorizzati | 16,08    | 16,29    | 15,88    | 16,29     |      |
| 17  | B      | Elvijs Misāns        | Lettonia                    | 16,23    | 16,20    | 16,26    | 16,26     |      |
| 18  | B      | Necati Er            | Turchia                     | 16,04    | 15,96    | 16,26    | 16,26     |      |
| 19  | A      | Kevin Luron          | Francia                     | 16,25    | x        | 16,24    | 16,25     |      |
| 20  | A      | Fabrizio Donato      | Italia                      | 15,24    | 15,11    | 16,15    | 16,15     |      |
| 21  | A      | Marian Oprea         | Romania                     | x        | x        | 15,93    | 15,93     |      |
|     | A      | Lasha Gulelauri      | Georgia                     | x        | x        | x        | nm        |      |
|     | B      | Karol Hoffmann       | Polonia                     | x        | r        |          | nm        |      |

### Finale
| Pos     | Atleta               | Nazionalità   | 1ª prova | 2ª prova | 3ª prova | 4ª prova | 5ª prova | 6ª prova | Risultato | Note                                     |
| ------- | -------------------- | ------------- | -------- | -------- | -------- | -------- | -------- | -------- | --------- | ---------------------------------------- |
| Oro     | Nelson Évora         | Portogallo    | x        | 16,55    | 16,86    | 16,87    | 17.10    | x        | 17.10     | Miglior prestazione personale stagionale |
| Argento | Alexis Copello       | Azerbaigian   | 16,78    | 16,93    | x        | –        | 15,91    | 16,79    | 16,79     |                                          |
| Bronzo  | Dimítrios Tsiámis    | Grecia        | 16,55    | x        | 16,78    | 16,48    | x        | 16,13    | 16,78     | Miglior prestazione personale stagionale |
| 4       | Nazim Babayev        | Azerbaigian   | x        | x        | 16,66    | 16,17    | x        | 16,76    | 16,76     |                                          |
| 5       | Pablo Torrijos       | Spagna        | 16,07    | 16,65    | 16,74    | 16,43    | 16,57    | 16,47    | 16,74     |                                          |
| 6       | Nathan Douglas       | Gran Bretagna | 16,71    | x        | 16,69    | 16,59    | x        | 16,71    | 16,71     | Miglior prestazione personale stagionale |
| 7       | Jean-Marc Pontvianne | Francia       | x        | 16,42    | 16,61    | 16,58    | x        | 16,59    | 16,61     |                                          |
| 8       | Tomas Veszelka       | Slovacchia    | 16,48    | x        | 16,29    | 16,26    | x        | x        | 16,48     |                                          |
| 9       | Simo Lipsanen        | Finlandia     | 16,37    | x        | 16,46    |          |          |          | 16,46     |                                          |
| 10      | Marcos Ruiz          | Spagna        | x        | x        | 16,44    |          |          |          | 16,44     |                                          |
| 11      | Harold Correa        | Francia       | x        | x        | 16,33    |          |          |          | 16,33     |                                          |
| 12      | Can Özüpek           | Turchia       | 15,74    | 15,88    | 15,82    |          |          |          | 15,88     |                                          |